# Made in America (knjiga)
Made in America je knjiga znanstvenih radova Billa Brysona s područja jezikoslovlja, posebice razvoja engleskoga jezika u Sjedinjenim Američkim Državama i s temama iz američke kulture i književnosti.
Made in America nastavlja se na prethodnu knjigu Materinski jezik o materinskom jeziku i indoeuropskom podrijetlu engleskoga jezika i njegovim narječjima.
Tiskala ju je izdavačka kuća "Black Swan" (Crni labud) u travnju 1988. na 496 stranica, kao jednu od najopsežnijih jezikoslovnih rasprava o američkom engleskom jeziku i njegovom podrijetlu.
U knjizi se nalazi i poglavlje posvećenom američkom žargonu i jeziku ulice, te jezičnim novitetima i izrazima usvojenima razvojem Hollywooda i filmske industrije.